# Gérard Desrosiers
Gérard Desrosiers, né à Outremont le 10 janvier 1919 et mort le 1er décembre 2016 à Sainte-Anne de Bellevue, est un des derniers médecins de campagne québécois, fondateur de la première bibliothèque municipale en milieu rural à Saint-Narcisse de Champlain et  le cofondateur du premier Centre régional de services aux bibliothèques publiques (CRSBP), prochain Réseau Biblio du Québec.

## Contexte culturel
Il convient de situer les bibliothèques rurales dans le contexte de l’époque où Gérard Desrosiers a mis sur pied celle de Saint-Narcisse.
Au Québec, vers la fin de la Seconde Guerre mondiale, la Crise de la conscription (1944) fait ressortir la différence de traitement entre soldats francophones et anglophones. Les soldats francophones, plutôt que d’être réunis dans les mêmes unités, ont été répartis parmi les groupes anglophones, où tout, évidemment se déroulait en anglais. Le refus des Canadien-français de s'enrôler en 1944 n’est pas sans rappeler l’émeute d’avril 1918 à Québec, alors que des manifestants "anti-conscription" prirent d’assaut le poste de police, et plus tard les bureaux du Registraire qui contenaient les documents relatifs à la loi militaire. Quatre personnes périrent lors de cet événement et de nombreux blessés furent dénombrés.
À partir de ce moment, l’identité québécoise se dessine, et graduellement, l’appellation Canadien-français cédera sa place à celle de Québécois. Ce nationalisme émergeant mènera à la Révolution tranquille, qui débutera officiellement en 1960 par l’élection du gouvernement libéral de Jean Lesage dont le slogan «Maîtres chez nous» présage de grands chantiers. Parmi eux, on note la création du ministère de l’Éducation, la mise sur pied d’un système de santé public, la nationalisation de l’électricité, la création du ministère des Affaires intergouvernementales, la création de la Caisse de dépôt et de placement du Québec et la Société générale de financement (SGF) et l’établissement d’une politique culturelle Québécoise. C’est ainsi que le ministère des Affaires culturelles sera créé le 1er avril 1962.
Avant ces bouleversements sociaux, les bibliothèques québécoises francophones étaient rares et peu garnies. La population se préoccupait de manger et n’avait pas le temps à consacrer aux «choses de l’esprit».
Il existait néanmoins des bibliothèques paroissiales où les curés contrôlaient le contenu. Celles-ci avaient pris naissance vers la fin du XIXème siècle, à la suite du démantèlement de la bibliothèque de l’Institut canadien de Montréal en 1880, qui, selon les autorités religieuses, notamment monseigneur Ignace Bourget, était composée en partie de livres mauvais.La bibliothèque de l’Institut comprenait des œuvres que les catholiques romains n’étaient pas autorisés à lire (Index librorum prohibitorum), d’auteurs tels que Voltaire, Rousseau, Rabelais, Machiavel, Hugo, George Sand et bien d’autres. Si Ignace Bourget se préoccupait de l’éducation des Canadiens-français, il fallait les éloigner de la littérature mise à l’index. Le clergé dicta les œuvres auxquelles la population aurait accès en créant les bibliothèques paroissiales qui perdurèrent jusque vers les années 1960.
Néanmoins, les Québécois étaient pauvres et accusaient un important retard culturel face au reste du Canada et aux sociétés occidentales développées. En 1961, moins de la moitié de la population québécoise avait accès à une bibliothèque publique, et parmi elles, on compte maintes bibliothèques paroissiales.
Le marché du livre au Québec était quasi inexistant, les libraires rares, et l’édition axée sur la production de manuels scolaires. Il manquait non seulement de bibliothèques, mais toute la chaîne du livre était à développer. La Révolution tranquille aura permis de démocratiser l’éducation et de scolariser la population. L’avènement du ministère des Affaires culturelles (Ministère de la Culture et des Communications) permettra la mise en application d’ «une loi de 1959 qui avait créé un Service des bibliothèques publiques et une Commission (consultative) des bibliothèques publiques. Ce ministère a injecté de l’argent pour la construction de bibliothèques publiques et l’acquisition de collections. Il a encouragé les municipalités à faire de même».
C’est dans ce contexte que Gérard Desrosiers et Marcel Panneton, alors directeur de la bibliothèque de Trois-Rivières défendront leur projet de création d’une bibliothèque régionale devant Commission des bibliothèques publiques. Ce projet inspiré d’initiatives réalisées dans l'ouest canadien et en France leur vaudra une subvention de $25,000 pour la mise sur pied de ce qui sera le Regroupement des Centres régionaux de services aux bibliothèques publiques qui deviendra plus tard le Réseau Biblio dont la mission est de développer et soutenir les services de lecture publique en milieu rural, soit les communautés de moins de 5 000 habitants.
On cite d’ailleurs Gérard Desrosiers comme étant «l’un des nombreux acteurs de la révolution tranquille, hélas, trop vite oubliés».

## Biographie
Né à Outremont (aujourd'hui Montréal) en 1919, Il est le quatrième d’une famille de huit enfants dont deux sont décédés en bas âge. Son père Rosario Kilda Des Rosiers (1884-1961) était pharmacien-chimiste. Gérard Desrosiers explique dans son autobiographie intitulée Mémoires d’un médecin de campagne : pionnier des bibliothèques municipales-rurales du Québec: "Le nom Des Rosiers s’est toujours écrit en deux mots. C’est moi qui, à l’âge de vingt-un ans, c’est-à-dire  celui de la majorité, l’ai écrit en un seul."  Gérard Desrosiers et sa famille déménagent  à Shawinigan en Mauricie alors qu'il est encore enfant. Il retourne plus tard dans la métropole québécoise afin de compléter son cours classique au Collège de Montréal. À la fin de son cours classique, il décide de s’orienter vers la médecine au grand dam de sa mère qui croyait qu’il allait opter pour la sacerdoce.
Diplômé en médecine à l'Université Laval à Québec en 1946, le Dr. Gérard Desrosiers commence à pratiquer dans la municipalité de Saint-Narcisse (située dans l'actuelle région de la Mauricie) dès le 1er septembre 1947. Il pratique la médecine dans la municipalité jusqu'en 1971, puis à l'hôpital de Trois-Rivières jusqu'au 1er septembre 1996.En l’honneur de son implication sociale, au moment de sa mort survenue le 1er décembre 2016 à l’âge de 97 ans, les drapeaux de la municipalité de Saint-Narcisse ont été mis en berne.
En 1955, le Dr Desrosiers fonde la Société Saint-Jean-Baptiste, SSJB de Saint-Narcisse et siège au conseil d'administration pendant plusieurs années. Il est le président de la SSJB de Saint-Narcisse la première année et il accepte encore une fois ce poste en 1960 à condition d’avoir la possibilité d’acheter des livres pour améliorer une petite bibliothèque publique locale. L'idée de la création d'une bibliothèque pour ces concitoyens vient de ses expériences quotidiennes en tant que médecin de campagne. Dans l’attente d’un accouchement à domicile, parfois, pendant un jour ou plus, le Dr Desrosiers apportait de la lecture. Il laissait souvent sur place ses livres et ses revues d’actualité et Le Devoir dans la salle d’attente de son bureau. Les gens lui dérobaient ces documents comme des trésors. Constatant un besoin criant de lecture, il a alors l’idée de créer la première bibliothèque publique locale.
Ainsi grâce à l'aide de la société Saint-Jean-Baptiste de saint-Narcisse, il fonde en 1960 la première bibliothèque laïque en milieu rural du Québec. Il achète avec l’aide financière de la SSJB locale et une somme de trois cents dollars accumulés, une centaine de livres dont certains titres étaient populaires à cause de leur diffusion à la radio et à la télévision : Un homme et son péché , le Survenant, La pension Velder.
La première bibliothèque de Saint-Narcisse ouvre donc ses portes un dimanche dans le sous-sol du couvent des Filles de Jésus. L’annonce de l’ouverture est annoncée en chaire par le curé. Incertains du succès de l’opération, c’est avec surprise que les organisateurs voient les livres s’envoler en moins d’une demi-heure.
Ensuite c’est en collaborant avec Marcel Panneton, conservateur à la bibliothèque de Trois-Rivières  qu’il commence une nouvelle initiative innovatrice. Il apporte des livres de  la bibliothèque de Trois-Rivières pour ses concitoyens à Saint-Narcisse de Champlain. Pendant un an de 1960 à 1961, tous les lundis il transporte quatre ou cinq caisses de livres (environ 200 livres), aller-retour, de Trois-Rivières à Saint-Narcisse. C’est déjà l’embryon de la bibliothèque régionale qui est formé. Il y avait déjà l’échange périodique de livres et la rotation des livres d’un endroit à l’autre.
La bibliothèque sera municipalisée en 1961 et motivera la création d'un réseau de bibliothèques municipales en milieu rural. C'est ce même réseau qui deviendra plus tard le Centre régional de services aux bibliothèques publiques du Centre-du-Québec, de Lanaudière et de la Mauricie et ultimement le Réseau Biblio du Québec.  À côté de sa carrière comme médecin de campagne, il  a été président de la Bibliothèque centrale de prêt de la Mauricie de 1962 à 1974.
Gérard Desrosiers lutte pendant des années pour convaincre les autorités pour la cause de la lecture et des bibliothèques. Dr Desrosiers écrit dans son autobiographie :” Pour créer une bibliothèque, il fallait surmonter des difficultés : absorber les réticences de plusieurs qui “ avaient gagné leur vie sans livres” et convaincre les gens à payer quelques sous pour l’achat de livres avec leur cotisation ou à opposer aux intérêts personnels ."  Il visite vingt corporations municipales pour faire valoir les avantages d’une bibliothèque. Il a  eu plusieurs entrevues à la radio et à la télévision et participe à des colloques, donne une conférence au Club Richelieu, écrit et donne son opinion dans les revues, communique avec toutes les sections locales de la SSJB,  les incitant à mettre la création d’une bibliothèque en priorité dans leur programme de l’année.
En tant que médecin, sa feuille de route, en chiffres, est plus qu’impressionnante : 1 300 accouchements en 24 ans à Saint-Narcisse, environ 150 000 consultations médicales et plus de 10 000 visites à domicile et en tant que " pionnier des bibliothèques municipales-rurales du Québec " il est à l'origine du réseau Biblio du Québec qui compte, en 2017, 753 bibliothèques réparties à travers le Québec et comptant près de 300 000 abonnés.
À présent, ses instruments de médecine et ses trousses usées sont exposés dans les musées des sœurs de la Providence à la maison mère de Cartierville. 
Il a reçu plusieurs prix et distinctions pour son engagement social et culturel dont la médaille de bronze du Mouvement national des Québécoises et des Québécois en 1996 et  le Grand Officier de l'Ordre national du Québec en 2006. En 2004, dans la région de Québec, l’exposition Médecins de campagne lui a rendu hommage. Il a également prêté son nom à un panneau d’interprétation du circuit patrimonial de cette localité évoquant son engagement social.  En reconnaissance de sa contribution exceptionnelle, Association pour l'avancement des sciences et techniques de la documentation ,l’ASTED lui a décerné la haute distinction de “ membre honoraire” en 2006. 
À l'échelle nationale, en 2004, le Réseau Biblio du Québec met sur pied le Prix d'excellence Gérard-Desrosiers en aménagement de bibliothèques. Ce prix, remis tous les deux ans,  encourage et fait la promotion du développement de bibliothèques de qualité sur tout le territoire du Québec. La municipalité de Saint-Anselme dans la région Chaudières-Appalaches en a été la première récipiendaire. 

## Honneurs
- 1981: La bibliothèque de Saint-Narcisse est renommée Bibliothèque Gérard-Desrosiers[32]
- 1996: Médaille de bronze du Mouvement national des Québécois et des Québécoises
- 2004: Création du prix national d’excellence en aménagement des bibliothèques du Réseau Biblio du Québec portant son nom : Prix d'excellence Gérard-Desrosiers[33]
- 2005: Le conseil municipal de Saint-Narcisse le nomma citoyen émérite[34]
- 2006: Grand Officier de l'Ordre national du Québec[35]